# Blackstone Real Estate Income Trust
Blackstone Real Estate Income Trust, Inc. (Breit) är ett amerikanskt multinationellt real estate investment trust (Reit) som har sina verksamheter inom att äga olika typer av fastigheter såsom bostäder, datahallar, detaljhandelslokaler, gästgiverier, hyrlager, industrilokaler och kontor. Fastigheterna återfinns i delstaterna Arizona, Colorado, Georgia, Illinois, Kalifornien, Minnesota, Nevada, North Carolina, Ohio, Pennsylvania, Tennessee, Texas, Washington och West Virginia men även i Kanada och Europa. De mest kända fastigheterna, som de har intressen i, är kasinonen Bellagio (95%), Mandalay Bay (49,9%) och MGM Grand Las Vegas (49,9%).
Trusten grundades den 16 november 2015 i Maryland av riskkapitalbolaget Blackstone Group.
De har sitt huvudkontor i skyskrapan 345 Park Avenue i New York i New York.